# Маккарти, Джонни
Джонни Маккарти (англ. Johnny McCarthy; 25 апреля 1934, Буффало, Нью-Йорк — 9 мая 2020) — американский профессиональный баскетболист и тренер. Джонни становился чемпионом НБА в 1964 году с командой «Бостон Селтикс».

## Карьера
Учился и играл в Канизийском колледже. На драфте НБА 1956 года был выбран командой «Рочестер Роялз» (через год она была переименована в «Цинциннати Роялз») в 4-м раунде под 24-м номером. Через два года Джонни перешёл на четыре года в клуб НБА «Сент-Луис Хокс». Один год, с 1962 по 1963 годы, играл за команду АБЛ «Питтсбург Ренс». В 1963 году Маккарти перешёл в клуб действующих чемпионов НБА «Бостон Селтикс», за которых сыграл сезон 1963/1964, в котором Джонни помог Бостону стать 8—кратным чемпионом НБА. Также Маккарти провёл один сезон в качестве главного тренера Баффало Брейвз. Баффало в том сезоне заняло последнее место в Восточной конференции. Всего за карьеру в НБА, как игрок, сыграл 316 игр, в которых набрал 2450 очков (в среднем 7,8 за игру) и 1184 передач, а как тренер, провёл 81 игру (22 победы и 59 поражений).
Маккарти является одним из трёх игроков в истории НБА, которому удалось сделать трипл-дабл в своём дебютном плей-офф, с 13 очками, 11 подборами и 11 передачами, которые он набрал 16 марта 1960 года в матче против «Миннеаполис Лейкерс». Остальные два баскетболиста — Мэджик Джонсон в 1980 году и Леброн Джеймс в 2006 году.